# Sacchi antierosione
I sacchi antierosione (talvolta indicati geo bags, anglicismo e contrazione di geosyntehics bags) sono dei sacchi costruiti con geotessili tessuti non tessuti di polipropilene o poliestere e possono essere utilizzati per la protezione d'emergenza durante le alluvioni, come nelle dighe e argini, ma soprattutto come elementi di controllo dell'erosione marina e fluviale nella costruzione di scogliere sommerse, pennelli, frangiflutti, argini e dune di rinforzo.

## Storia
Le prime prove con sacchi di sabbia realizzati in tessuti non tessuti sono state avviate 50 anni fa negli Stati Uniti, nei Paesi Bassi e in Germania. Negli ultimi anni, la tecnologia dei sacchi fatti di geotessile tessuto non tessuto ha registrato lo sviluppo più importante (es. Koerner, 2006; Muthukumaran e Ilamparuthi, 2006), e sono stati fatti importanti progetti di successo a livello mondiale.

## Costruzione
La sabbia o la ghiaia del posto viene incapsulata all'interno dei sacchi che possono essere movimentati facilmente con un escavatore di medie dimensioni. La loro forma permette una varietà di tipologie costruttive piuttosto ampia e difficilmente replicabile con altri materiali. È infatti possibile realizzare strutture “morbide” che ben si adattano alle varie situazioni paesaggistiche. Sono inoltre ecologici perché fatti di materiali che non rilasciano sostanze inquinanti con conseguenti vantaggi ambientali rispetto alle strutture in acciaio e calcestruzzo.